# Hygiène de l'assassin (film)
Cet article concerne film réalisé par François Ruggieri. Pour le roman écrit par Amélie Nothomb, voir Hygiène de l'assassin.
Pour plus de détails, voir Fiche technique et Distribution.
Hygiène de l'assassin est un film français de François Ruggieri sorti le 24 février 1999. Il s'agit de l'adaptation du premier roman d'Amélie Nothomb.

## Synopsis
Prétextat Tach, prix Nobel de littérature, qui vit reclus depuis plusieurs années, condamné à mort par un étrange cancer, est retrouvé assassiné. La police découvre au cours de l'enquête de bien drôles de choses sur le passé de l'écrivain. Est-ce pour autant suffisant pour soupçonner Nina, jeune journaliste et dernière personne à avoir vu Prétextat Tach vivant ? La jeune femme a longuement étudié la vie du prix Nobel et plus particulièrement son premier amour avec une certaine Léopoldine, dont toute trace a disparu.

## Fiche technique
- Titre original : Hygiène de l'assassin
- Réalisation : François Ruggieri
- Scénario : François Ruggieri, d'après le roman de Amélie Nothomb
- Photographie : Alex Lamarque
- Production : François Ruggieri
- Montage : Marie-Pierre Renaud
- Musique : Jacques Davidovici
- Sociétés de production : TSF Production
- Pays de production :  France
- Durée : 80 minutes
- Genre : thriller
- Date de sortie : 
  - France : 24 février 1999

## Distribution
- Jean Yanne : Prétextat Tach
- Barbara Schulz : Nina de Kerle
- Sophie Broustal : Papillon
- Catherine Hiegel : Catherine
- Simone D'Aillencourt : l'infirmière
- Éric Prat : Le Pain
- Richard Gotainer : La Brosse
- Agathe de La Boulaye : la psychologue
- Julie Guille : Léopoldine jeune